# Michael Cohen
Michael Dean Cohen (Lawrence, 25 agosto 1966) è un avvocato statunitense che ha lavorato come legale personale per Donald Trump dal 2006 al maggio 2018..

## Biografia
Michael Cohen è nato in una famiglia ebrea ed è vissuto a Long Island.
Cohen era vicepresidente della Trump Organization e consigliere personale di Trump. In precedenza ha ricoperto il ruolo di co-presidente della Trump Entertainment ed è stato membro del consiglio di amministrazione della Eric Trump Foundation, un'organizzazione benefica per la salute dei bambini. Dal 2017 al 2018 Cohen è stato inoltre vicepresidente delle finanze del Comitato nazionale repubblicano.
Cohen ha lavorato per Trump fino al maggio 2018. L'indagine sul Russiagate lo ha portato a dichiararsi colpevole il 21 agosto 2018, con otto capi d'accusa tra cui finanziamento illecito delle campagne elettorali, frode fiscale e frode bancaria. Cohen ha affermato di aver violato le leggi sui finanziamenti della campagna elettorale di Trump "per lo scopo principale di influenzare" le elezioni presidenziali del 2016.
Nel novembre 2018 Cohen fece una seconda dichiarazione di colpevolezza per aver mentito a una commissione del Senato sulla costruzione di un grattacielo ad opera di Trump a Mosca. Nel dicembre 2018 è stato condannato a tre anni da scontare nel carcere federale e a pagare una multa di 50 000 dollari.
Nel settembre 2020, Cohen ha pubblicato libro di memorie, intitolato Disloyal. Nella prefazione Cohen ha caratterizzato Trump come "un imbroglione, un bugiardo, un bullo, un razzista, un predatore, un truffatore". Lo ha anche definito "ossessionato da Obama" e "fan di Putin", da lui definito "l'uomo più ricco del mondo" perché in grado di "trattare il Paese come un'azienda personale".